# Championnat de Turquie de football 1983-1984
Navigation
Saison précédente Saison suivante
La saison 1983-1984 du Championnat de Turquie de football est la 26e édition de la première division turque, la 1. Turkiye Lig. Les 18 équipes sont regroupées au sein d'une poule unique, où chaque équipe affronte tous les adversaires de sa poule 2 fois, à domicile et à l'extérieur. Les 3 derniers du classement sont relégués en 2. Lig et remplacés par les 3 premiers de deuxième division.
Trabzonspor termine en tête du championnat cette année. C'est le 6e titre de champion de son histoire.

## Clubs participants
- Galatasaray
- Kocaelispor
- Genclerbirligi - Promu de D2
- Sakaryaspor
- Adana Demirspor
- Orduspor - Promu de D2
- Denizlispor - Promu de D2
- Bursaspor
- Sariyer GK Istanbul
- Fenerbahce SK
- Besiktas JK
- Ankaragücü
- Boluspor
- Trabzonspor
- Zonguldakspor
- Fatih Karagümrük SK - Promu de D2
- Adanaspor AS
- Antalyaspor

## Compétition

### Classement
Le barème de points servant à établir le classement se décompose ainsi :
- Victoire : 2 points
- Match nul : 1 point
- Défaite : 0 point

| Rang | Équipe                  | Pts | J  | G  | N  | P  | Bp | Bc | Diff |
| ---- | ----------------------- | --- | -- | -- | -- | -- | -- | -- | ---- |
| 1.   | Trabzonspor             | 50  | 34 | 18 | 14 | 2  | 43 | 14 | +29  |
| 2.   | Fenerbahçe SK (T)       | 45  | 34 | 17 | 11 | 6  | 46 | 24 | +22  |
| 3.   | Galatasaray SK          | 44  | 34 | 17 | 10 | 7  | 54 | 29 | +25  |
| 4.   | Beşiktaş JK (C)         | 44  | 34 | 17 | 10 | 7  | 40 | 21 | +19  |
| 5.   | MKE Ankaragücü          | 34  | 34 | 9  | 16 | 9  | 27 | 22 | +5   |
| 6.   | Sakaryaspor             | 34  | 34 | 9  | 16 | 9  | 33 | 34 | -1   |
| 7.   | Denizlispor (P)         | 34  | 34 | 12 | 10 | 12 | 36 | 42 | -6   |
| 8.   | Kocaelispor             | 32  | 34 | 11 | 10 | 13 | 35 | 32 | +3   |
| 9.   | Zonguldakspor           | 32  | 34 | 8  | 16 | 10 | 36 | 46 | -10  |
| 10.  | Bursaspor               | 31  | 34 | 8  | 15 | 11 | 29 | 33 | -4   |
| 11.  | Gençlerbirliği (P)      | 31  | 34 | 7  | 17 | 10 | 28 | 34 | -6   |
| 12.  | Sariyer GK Istanbul     | 31  | 34 | 11 | 9  | 14 | 30 | 43 | -13  |
| 13.  | Orduspor (P)            | 30  | 34 | 13 | 4  | 17 | 27 | 44 | -17  |
| 14.  | Boluspor                | 29  | 34 | 7  | 15 | 12 | 32 | 33 | -1   |
| 15.  | Antalyaspor             | 29  | 34 | 10 | 9  | 15 | 34 | 38 | -4   |
| 16.  | Adana Demirspor         | 29  | 34 | 9  | 11 | 14 | 37 | 54 | -17  |
| 17.  | Adanaspor AS            | 27  | 34 | 6  | 15 | 13 | 32 | 41 | -9   |
| 18.  | Fatih Karagümrük SK (P) | 26  | 34 | 8  | 10 | 16 | 34 | 49 | -15  |

|  | Qualifié pour la Coupe des clubs champions 1984-1985 |
|  | Qualifié pour la Coupe des Coupes 1984-1985          |
|  | Qualifié pour la Coupe UEFA 1984-1985                |
|  | Relégation en 2. Lig                                 |

## Bilan de la saison
| Tableau d'Honneur                  |             |
| Compétition                        | Vainqueur   |
| Championnat de Turquie de football | Trabzonspor |
| Coupe de Turquie                   | Besiktas JK |

| Qualifications européennes                    |               |
| Coupe des clubs champions européens 1984-1985 | Qualifié      |
| Premier tour                                  | Trabzonspor   |
| Coupe des Coupes 1984-1985                    | Qualifié      |
| Premier tour                                  | Besiktas JK   |
| Coupe UEFA 1984-1985                          | Qualifié      |
| Premier tour                                  | Fenerbahce SK |

| Promotion et relégation |                                                  |
| Relégués en 2e division | Adanaspor AS Adana Demirspor Fatih Karagümrük SK |
| Promus en Super Lig     | Eskisehirspor Malatyaspor Altay Izmir            |